# 菅野八郎
菅野 八郎（かんの はちろう、文化7年8月5日〈1810年9月3日〉 - 明治21年〈1888年〉1月2日）は、岩代国梁川代官所管内の金原田村および八丈島を拠点に活動した百姓、民衆思想家。通称は金原田 八老、また単に八老とも。

## 経歴
- 1810年8月15日 - 金原田村に出生。父は和蔵。
- 1853年 - 6月のペリー来航後、9月に八郎の一族菅野氏が、伊達に入植して550年を記念したとされる開祖碑が建立。
- 1854年1月 - 八郎が霊夢によって告げられた東照大神君からの神託に基づく海防策を幕府へ言上するため[2][3]、梁川・桑折の両代官所に添書を依頼。拒否され、箱訴のため江戸へ向かう。その途上の2月、神奈川で米国船を見る。その後、妻りつと長男を離縁。
- 1855年1月28日 - のちに後妻となるヤノの妹の夫である太宰清右衛門に宛てて「秘書後之鑑」を書き送り、攘夷を標榜した水戸家への召し抱えを祝う。太宰は保原にあった淀屋の江戸支配人であった。
- 1858年11月 - 安政の大獄に際して、太宰清右衛門が捕縛されかけた際、「秘書後之鑑」が幕府方に発覚。八郎は捕縛され、安政の大獄関係者が収監されていた伝馬町牢屋敷で取り調べを受ける。同じく入牢中の吉田松陰が、久保清太郎・久坂玄瑞宛の安政6年8月13日付書簡で、八郎に言及する。
- 1859年10月 - 八丈島遠島を申し渡される。
- 1860年 - 八丈島に到着。近藤富蔵と知り合う。富蔵によれば、八郎は八丈島にはじめて養蚕法を伝えたという。梅辻規清を訪問し、「真天暦」を授与されたという。
- 1863年11月 - 『蚕飼八老伝』を執筆する。
- 1864年8月 - 赦免される。この頃太宰清右衛門は天狗党の筑波山挙兵に加わり、長崎出島で10月20日頃に自害。帰郷後、八郎は武術鍛錬の農民組織「誠心講」を結成。
- 1866年6月15日 - 信達農民騒擾が起こる。八郎が背後で糸を引いているとの噂が流れ、江戸や上方では「世直し八郎大明神」とのかわら版が出回る。しかし、同年6月19日に八郎は、梁川代官所に無実の訴状を出す。7月に出頭し代官所牢獄にそのまま収監される。
- 1868年7月 - 収監以来の詮議が、戊辰戦争による薩長を中心とする新政府軍の福島進駐を契機に打ちきられ、八郎は再び放免。
- 1874年8月 - 何らかの事件に連座して再び一年間収監。
- 1882年 - 自らが得た知識をまとめた『真造辨八老信演』を執筆[4]。
- 1888年1月2日 - 死去。